# Пепелана
Пепелана (хорв. Pepelana) — населений пункт у Хорватії, у Вировитицько-Подравській жупанії у складі громади Сухополє.

## Населення
Населення за даними перепису 2011 року становило 116 осіб.
Динаміка чисельності населення поселення:

## Клімат
Середня річна температура становить 10,95 °C, середня максимальна – 25,12 °C, а середня мінімальна – -5,60 °C. Середня річна кількість опадів – 789 мм.
| Клімат поселення                              | Клімат поселення | Клімат поселення | Клімат поселення | Клімат поселення | Клімат поселення | Клімат поселення | Клімат поселення | Клімат поселення | Клімат поселення | Клімат поселення | Клімат поселення | Клімат поселення | Клімат поселення |
| Показник                                      | Січ.             | Лют.             | Бер.             | Квіт.            | Трав.            | Черв.            | Лип.             | Серп.            | Вер.             | Жовт.            | Лист.            | Груд.            |                  |
| Середній максимум, °C                         | 7,07             | 8,65             | 13,17            | 17,18            | 22,01            | 25,12            | 24,11            | 23,64            | 19,66            | 15,06            | 9,43             | 5,00             |                  |
| Середня температура, °C                       | 0,74             | 2,32             | 6,84             | 10,85            | 15,67            | 18,80            | 20,68            | 20,18            | 16,21            | 11,62            | 5,98             | 1,56             |                  |
| Середній мінімум, °C                          | −5,6             | −4,02            | 0,51             | 4,51             | 9,35             | 12,46            | 17,24            | 16,74            | 12,77            | 8,17             | 2,54             | −1,89            |                  |
| Норма опадів, мм                              | 48               | 43               | 49               | 62               | 74               | 92               | 74               | 79               | 66               | 67               | 77               | 58               |                  |
| Середньомісячна швидкість вітру, м/с          | 2.20             | 2.46             | 2.77             | 2.64             | 2.40             | 2.20             | 2.10             | 1.92             | 2.00             | 2.03             | 2.17             | 2.22             |                  |
| Середньомісячна сонячна радіація, кДж/м²·день | 4136             | 6949             | 10846            | 15268            | 19467            | 21549            | 22264            | 19701            | 14619            | 9129             | 4714             | 3482             |                  |
| --------------------------------------------- | ---------------- | ---------------- | ---------------- | ---------------- | ---------------- | ---------------- | ---------------- | ---------------- | ---------------- | ---------------- | ---------------- | ---------------- | ---------------- |
| Джерело:                                      |                  |                  |                  |                  |                  |                  |                  |                  |                  |                  |                  |                  |                  |